# Channipura, Malavalli
Channipura là một làng thuộc tehsil Malavalli, huyện Mandya, bang Karnataka, Ấn Độ.